# 서민규 (피겨스케이팅 선수)
서민규(2008년 10월 14일 ~ )은 대한민국의 피겨스케이팅 선수이다.